# Anoplodactylus trispinosus
Anoplodactylus trispinosus är en havsspindelart som beskrevs av Stock, J.H. 1951. Anoplodactylus trispinosus ingår i släktet Anoplodactylus och familjen Phoxichilidiidae. Inga underarter finns listade i Catalogue of Life.